# Ivan Toney
Ivan Benjamin Elijah Toney (* 16. března 1996 Northampton) je anglický profesionální fotbalista, který hraje na pozici útočníka v klubu Al-Ahli.
Toney se stal historicky nejmladším hráčem Northamptonu, když debutoval v A-týmu v roce 2012. Před přestupem do Newcastlu United v roce 2015 vstřelil v klubu 13 gólů v 60 zápasech ve všech soutěžích. Ve své první sezóně v Newcastlu odešel na hostování do Barnsley, kde s týmem vyhrál EFL Trophy a také play-off League One. Sezónu 2016/17 strávil na hostování v klubech League One, a to v Shrewsbury Townu a Scunthorpe United. Následující rok pak ve Wiganu Athletic a Scunthorpe. V roce 2018 přestoupil do Peterborough. V roce 2020 pak odešel do Brentfordu za částku za přestup okolo 10 miliónů liber.
Je držitelem rekordu v počtu vstřelených gólů v jedné sezóně EFL Championship, když se mu podařilo 31x skórovat v sezóně 2020/21.

## Klubová kariéra

### Northampton Town

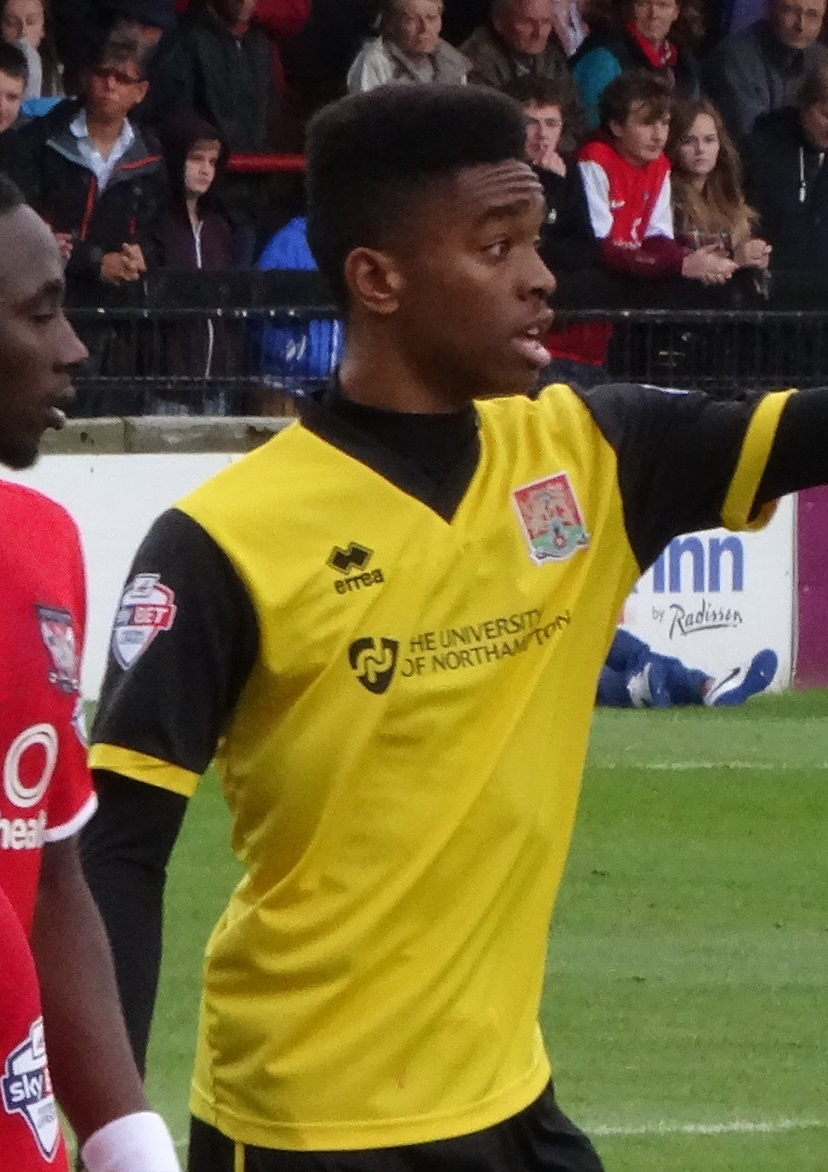
Toney v dresu Northampton Townu (2014)

Toney se narodil v Northamptonu a je odchovancem klubu Northampton Town. V A-týmu debutoval 13. listopadu 2012 při remíze 3:3 v prvním kole FA Cupu proti Bradfordu City; vystřídal na konci nastaveného času Lewise Wilsona. Ve věku 16 let se stal nejmladším hráčem v historii klubu. Následující den vstřelil čtyři góly v FA Youth Cupu, při výhře 5:0 nad Yorkem.
Toney se poprvé objevil v základní sestavě 28. září 2013 v zápase proti Morecambe. Své první profesionální góly vstřelil 26. dubna 2014, když v prvním poločase zápasu proti Dagenham & Redbridge zaznamenal dvě branky.
V listopadu 2014 byl Toney blízko k přestupu do Wolverhamptonu Wanderers, který ztroskotal kvůli nezveřejněnému zdravotnímu problému.

### Newcastle United

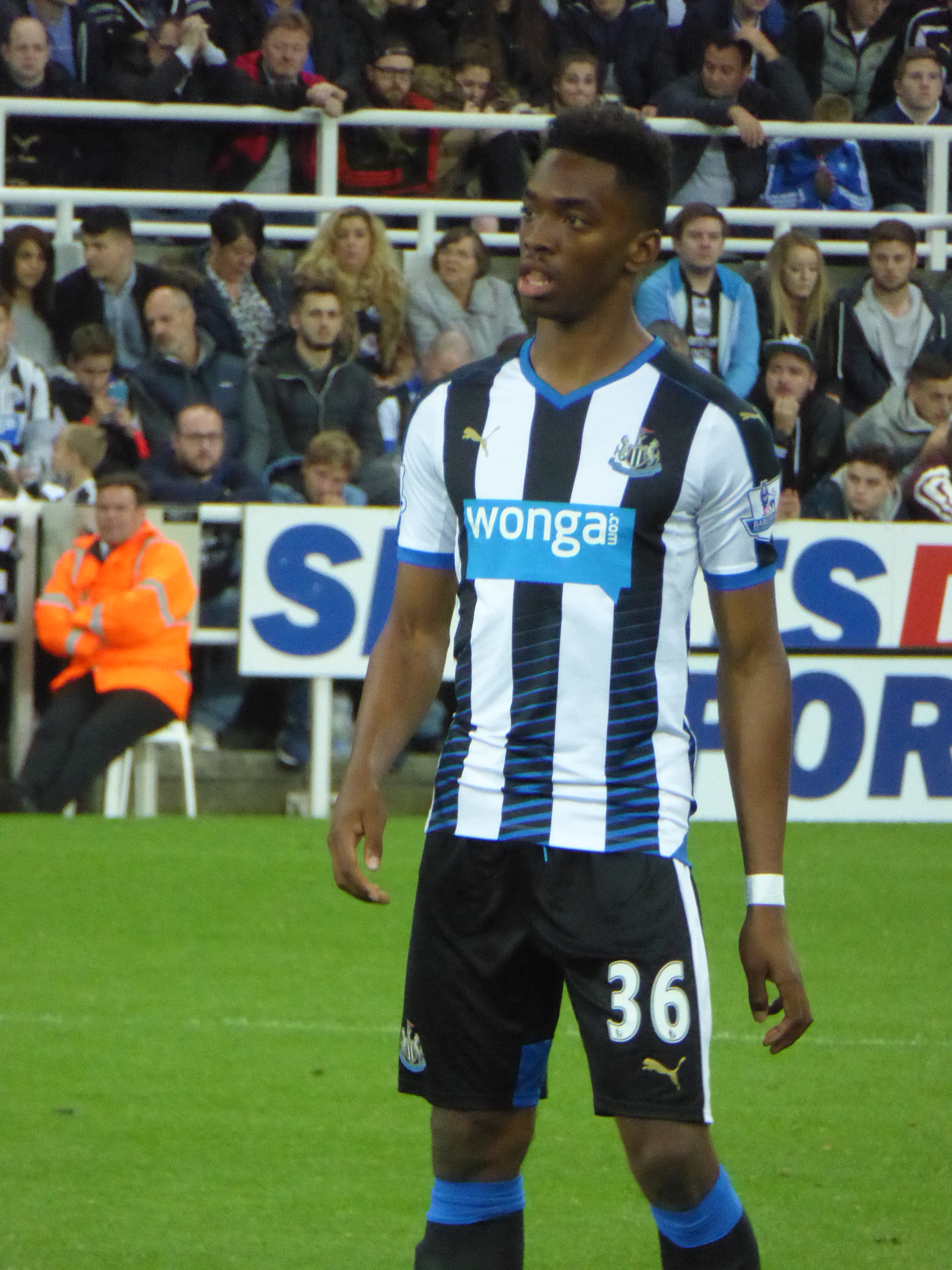
Toney hrající za Newcastle United (2015)

Dne 6. srpna 2015 přestoupil Toney do prvoligového Newcastlu United za nezveřejněný poplatek. Debutoval 25. srpna ve druhém kole ligového poháru, když na posledních 12 minut vystřídal Massadia Haïdaru v domácím zápase proti svému bývalému týmu. 26. září odehrál svůj první zápas v Premier League, a to když v 85. minutě domácí remízy proti Chelsea vystřídal Aleksandara Mitroviće.

#### Hostování
Dne 9. listopadu 2015 se Toney připojil k třetiligovému klubu Barnsley na měsíční hostování. Debutoval následující den ve čtvrtfinále severní části EFL Trophy, počínaje domácím vítězstvím 2:1 nad Yorkem. 5. prosince vstřelil svůj první gól za Barnsley, a to proti Wiganu Athletic ve stejné soutěži a také proměnil pokutový kop v následném penaltovém rozstřelu.
Dne 24. března 2016 se Toney vrátil do Barnsley na hostování do konce sezony. Dne 3. dubna, ve finále EFL Trophy proti Oxfordu United na stadionu ve Wembley, nastoupil jako náhradník v 65. minutě. Jeho střela z 68. minuty, která byla tečována Ashley Fletcherem vyústila v branku. Zápas skončil vítězstvím 3 2.
V následující sezóně odešel Toney na půlroční hostování do Shrewsbury Town.
Poté, co vstřelil 7 gólů v 26 zápasech ve všech soutěžích v dresu Shrewsbury, odešel Toney 12. ledna 2017 na další hostování, tentokráte do Scunthorpe United na zbytek sezóny 2016/17.
Dne 2. srpna 2017 se Toney vrátil do League One, když se připojil k Wiganu Athletic v rámci ročního hostování. Jeho hostování však bylo zkráceno, když se 10. ledna 2018 vrátil do Newcastlu.
Toney znovu odešel na hostování do Scunthorpe United dne 11. ledna 2018.

### Peterborough United
Toney přestoupil 9. srpna 2018 do třetiligového Peterborough United za částku okolo 650 tisíc liber. Debutoval o dva dny později při vítězství 4:1 nad Rochdale. 8. září vstřelil svůj první gól v dresu Peterborough v utkání proti Southendu United.
Za své výkony v sezóně 2019/20 získal ocenění pro nejlepšího hráče EFL League One.

### Brentford
Dne 31. srpna 2020 přestoupil Toney do druholigového Brentfordu, kde podepsal pětiletou smlouvu. Poplatek je odhadován minimálně na 5 milionů £, stal se tak nejdražším odchodem z Peterborough. Mezi dalšími kluby, které ho chtěly, byl údajně prvoligový Tottenham Hotspur, kde by však byl pouze náhradníkem za Harrym Kanem. Svůj první gól v klubu vstřelil 26. září, z penalty, v zápase proti Millwallu.
Dne 8. května 2021 vstřelil Toney svůj 31. ligový gól v sezóně, a to proti Bristolu City, a vytvořil tak nový rekord soutěže v počtu vstřelených gólů v jedné sezóně.

## Reprezentační kariéra
V březnu 2021 byl Toney údajně povolán do jamajského národního týmu, jako součást plánu jamajské fotbalové federace, zaměřit se na hráče narozené v Anglii s jamajskými kořeny. Navzdory tomu Toney nabídku odmítl, protože měl ambice reprezentovat svou rodnou zemi.

## Statistiky
K 29. říjnu 2022
| Klub                      | Sezóna           | Liga             | Liga   | Liga | FA Cup | FA Cup | EFL Cup | EFL Cup | Ostatní | Ostatní | Celkem | Celkem |
| Klub                      | Sezóna           | Liga             | Zápasy | Góly | Zápasy | Góly   | Zápasy  | Góly    | Zápasy  | Góly    | Zápasy | Góly   |
| ------------------------- | ---------------- | ---------------- | ------ | ---- | ------ | ------ | ------- | ------- | ------- | ------- | ------ | ------ |
| Northampton Town          | 2012/13          | League Two       | 0      | 0    | 1      | 0      | 0       | 0       | 0       | 0       | 1      | 0      |
| Northampton Town          | 2013/14          | League Two       | 13     | 3    | 0      | 0      | 1       | 0       | 1       | 0       | 15     | 3      |
| Northampton Town          | 2014/15          | League Two       | 40     | 8    | 2      | 1      | 1       | 1       | 1       | 0       | 44     | 10     |
| Northampton Town          | Celkem           | Celkem           | 53     | 11   | 3      | 1      | 2       | 1       | 2       | 0       | 60     | 13     |
| Newcastle United          | 2015/16          | Premier League   | 2      | 0    | 0      | 0      | 2       | 0       | —       | —       | 4      | 0      |
| Newcastle United          | 2016/17          | Championship     | 0      | 0    | —      | —      | —       | —       | —       | —       | 0      | 0      |
| Newcastle United          | Celkem           | Celkem           | 2      | 0    | 0      | 0      | 2       | 0       | —       | —       | 4      | 0      |
| Barnsley (host.)          | 2015/16          | League One       | 15     | 1    | —      | —      | —       | —       | 6       | 1       | 21     | 2      |
| Shrewsbury Town (host.)   | 2016/17          | League One       | 19     | 6    | 3      | 0      | 2       | 0       | 2       | 1       | 26     | 7      |
| Scunthorpe United (host.) | 2016/17          | League One       | 15     | 6    | —      | —      | —       | —       | 2       | 1       | 17     | 7      |
| Wigan Athletic (host.)    | 2017/18          | League One       | 24     | 4    | 4      | 2      | 0       | 0       | 0       | 0       | 28     | 6      |
| Scunthorpe United (host.) | 2017/18          | League One       | 16     | 8    | —      | —      | —       | —       | 2       | 0       | 18     | 8      |
| Peterborough United       | 2018/19          | League One       | 44     | 16   | 4      | 4      | 1       | 0       | 6       | 3       | 55     | 23     |
| Peterborough United       | 2019/20          | League One       | 32     | 24   | 4      | 2      | 1       | 0       | 2       | 0       | 39     | 26     |
| Peterborough United       | Celkem           | Celkem           | 76     | 40   | 8      | 6      | 2       | 0       | 8       | 3       | 94     | 49     |
| Brentford                 | 2020/21          | Championship     | 45     | 31   | 0      | 0      | 4       | 0       | 3       | 2       | 52     | 33     |
| Brentford                 | 2021/22          | Premier League   | 33     | 12   | 2      | 1      | 2       | 1       | —       | —       | 37     | 14     |
| Brentford                 | 2022/23          | Premier League   | 13     | 8    | 0      | 0      | 1       | 0       | —       | —       | 14     | 8      |
| Brentford                 | Celkem           | Celkem           | 91     | 51   | 2      | 1      | 7       | 1       | 3       | 2       | 103    | 55     |
| Celkem v kariéře          | Celkem v kariéře | Celkem v kariéře | 311    | 127  | 20     | 10     | 15      | 2       | 25      | 8       | 371    | 147    |

## Ocenění

### Klubové

#### Barnsley
- EFL Trophy: 2015/16[17]

#### Wigan Athletic
- EFL League One: 2017/18[35]

### Individuální
- Nejlepší střelec EFL Championship: 2020/21[36]
- Nejlepší hráč roku EFL League One: 2019/20[27]